# أرنالدو أندري
أرنالدو أندري (بالإسبانية: Arnaldo André)‏ (12 نوفمبر 1943)، هو ممثل من باراغواي. أمضى معظم حياته المهنية في الأرجنتين. حصل على جائزة مارتن فييرو سنة 2009 لأفضل ممثل بطل في رواية.

## حياته
ولد ارنالدو أندري في مدينة بيرناردينو في باراغواي في 1943. توفي والده عندما كان عمره 11 عاما، وتولى رعاية أسرته منذ ذلك الحين. تأثر بالأفلام الأمريكية والإيطالية. شارك في عدة مسلسلات تلفزيونية من إنتاج الأرجنتيني ألبيرتو ميغري، سمحت له بالمشاركة أيضا في السينما والمسرح، وأيضا مسلسلات في دول جنوب أمريكا أخرى.
في 2007 شارك في مسرحية الوحوش المقدسة (بالإسبانية: Los monstruos sagrados)‏ لجان كوكتو بجانب كلوديا لاباسو وغراسييلا مارتينيلي. في 2009، شارك في مسلسل الشجعان (بالإسبانية: Valientes)‏. وفي نفس السنة فاز بجائزة مارتن فييرو لدوره في مسلسل الشجعان (بالإسبانية: Valientes)‏. حاليا يمثل في مسلسل المختلفون (بالإسبانية: Los únicos)‏.
في 2011، أخرج فيلم يحكي عن سيرة ليكتورا سيغون جوستينو.

## أعماله

### المسلسلات
| السنة | الاسم                   | الاسم الأصلي              |
| ----- | ----------------------- | ------------------------- |
| 2000  | احتضني بقوة             | Abrázame muy fuerte       |
| 2001  | قطة                     | Felina                    |
| 2002  | بعيدة مثل الريح         | Lejana cómo el viento     |
| 2003  | أنا غجري                | Soy gitano                |
| 2004  | قشرة البرتقال بعد سنوات | Piel naranja años después |
| 2004  | غوردا والخيانة          | La Gorda y la traición    |
| 2005  | روح خوان                | Ánimo Juan                |
| 2006  | يقول الحب               | Se dice amor              |
| 2009  | الشجعان                 | Valientes                 |
| 2011  | المختلفون               | Los único                 |

### الأفلام
| السنة | الاسم                               | الاسم الأصلي                               |
| ----- | ----------------------------------- | ------------------------------------------ |
| 1970  |                                     | Los Muchachos de mi barrio                 |
| 1971  | أرجنتيني حتى الموت                  | Argentino hasta la muerte                  |
| 1971  | أغنية للرحال                        | Balada para un mochilero                   |
| 1971  |                                     | Un Guapo del 900                           |
| 1972  | صديقي لويس                          | Mi amigo Luis                              |
| 1973  | خوسي ماريا وماريا خوسي: زوجان اليوم | José María y María José: Una pareja de hoy |
| 2008  | الخارجية                            | La Extranjera                              |
| 2009  | الاعتراف                            | La Confesión                               |
| 2009  | السمك الصغير                        | El niño pez                                |
| 2013  | ليكتورا سيغون جوستينو               | Lectura Según Justino                      |

## الجوائز
| السنة | الجائزة           | الفئة                  | المسلسل/الفيلم                                      | النتيجة |
| ----- | ----------------- | ---------------------- | --------------------------------------------------- | ------- |
| 2009  | جائزة كلارين      | أفضل ممثل رواية درامية | الشجعان (Valientes)                                 | رُشِّح     |
| 2011  | جائزة مارتن فييرو | أفضل ممثل بطل          | المختلفون (Los Únicos)                              | رُشِّح     |
| 2009  | جائزة مارتن فييرو | أفضل ممثل بطل في رواية | الشجعان (Valientes)                                 | فوز     |
| 2004  | جائزة مارتن فييرو | أفضل بطل رواية         | قشرة البرتقال بعد سنوات (Piel naranja años después) | رُشِّح     |
| 1994  | جائزة مارتن فييرو | أفضل ممثل كوميدي       | إدارة الأسرة (Gerente de familia)                   | رُشِّح     |
| 1993  | جائزة مارتن فييرو | أفضل ممثل كوميدي       | إدارة الأسرة (Gerente de familia)                   | رُشِّح     |